# Dicranostyles globostigma
Dicranostyles globostigma är en vindeväxtart som beskrevs av D.F. Austin. Dicranostyles globostigma ingår i släktet Dicranostyles och familjen vindeväxter. Inga underarter finns listade i Catalogue of Life.